# Hébergement alterné
 (décembre 2017).
La résidence alternée (également appelée garde alternée ou hébergement alterné dans un contexte plus sociologique) est, dans le cadre d'une séparation ou d'un divorce, une modalité d'organisation de la vie quotidienne d'un enfant mineur. Elle consiste en une alternance de la présence de l'enfant au domicile de chacun de ses parents.

## Historique des modes de garde et prise en compte de l’intérêt de l’enfant

### Évolution des structures familiales
Depuis la fin du XXe siècle, le divorce devient un réel fait de société. Le divorce marque la fin du couple, mais il prend une tout autre dimension à la suite de la présence d’un ou de plusieurs enfants. Selon Elia Batchy et Philippe Kinoo, dans leur article « Organisation de l’hébergement de l’enfant de parents séparés ou divorcés », le droit met l’accent sur l’intérêt de l’enfant dans cette dynamique relativement récente, et privilégie une situation stable et équilibrée pour le bon développement de l’enfant.
Cette notion d’ « intérêt de l’enfant » est en évolution depuis 1950. De 1950 à 1980, la sociologie et la psychanalyse mettent en exergue une conception du divorce qui relevait d’une forme de déviance: le « parent coupable » s’en allait et l’éducation des enfants était généralement assumée par le « parent innocent ». C’est alors le mode de garde de la monoparentalité qui prévaut, « [...] au nom d’une forme de justice sanctionnelle d’une faute conjugale, mais aussi, voire surtout, au bénéfice d’un environnement stable pour l’enfant ». L' enfant est alors généralement confié à la mère et ne fréquente qu’un seul foyer domestique de façon continue. 
Ensuite, une « idéologie du maintien aux deux parents » voit le jour, accompagnant les revendications d’une égalité homme-femme au sein du couple. Plus de « coupable » ou d' « innocent » ni de privation pour l’enfant d’un de ses deux parents, mais une coparentalité. Elle repose sur la volonté d’introduire plus d’équilibre et de stabilité dans la vie des enfants du couple séparé.
D’autres formes de modes de garde apparaissent comme l’hébergement alterné. Ce type d’arrangement tend à perdre « son image de gadget rarissime réservé à des « ex-soixante-huitards sacrifiant leurs enfants », en les condamnant à être des « enfants à la valise » ou des « enfants nomades », dans l’illusion ou l’utopie de la (pseudo) bonne entente du couple séparé resté amis ». Il est de plus en plus considéré comme un modèle légitime d’hébergement des enfants de parents séparés. Claire Van Pevenage et Caroline Geuzaine définissent ce mode de garde dans leur article : « Divorce et mode de garde : Quel constat à la post-adolescence ? » comme une « situation où l’enfant vit la moitié du temps avec sa mère et la moitié du temps avec son père (en changeant de résidence chaque semaine ou chaque quinzaine), avec ou sans recomposition familiale ».
Les recompositions familiales bouleversent alors, selon Jean-Hugues Déchaux, le modèle classique de la parenté, basé sur l’exclusivité d’une filiation bilatérale. Il le définit comme « l’ensemble des lois et principes culturels qui énoncent ce qu’est la parenté ; en ce sens la parenté est un dispositif institutionnel et symbolique qui attribue des enfants aux parents ». Les enfants dont les parents divorcent et penchent pour un mode de garde alterné sont alors confrontés à une multiplications de leurs relations interpersonnelles puisque les deux parents sont susceptibles de former une recomposition familiale.
À partir de ce constat, Jean-Hugues Déchaux insiste sur ce fait : parler encore de foyer ou de famille nucléaire serait obsolète pour ces familles. Ces nouvelles structures devraient être abordées « comme des réseaux aux frontières mouvantes à l’intérieur desquelles circulent les enfants ». Dans de nombreuses cultures, il semble que les trajectoires des enfants définissent les contours de la sphère familiale.

### Eléments de fréquence et de stabilité
Elia Batchy et Philippe Kinoo sont en mesure d’affirmer que l’hébergement dit « classique », normalement mobilisé pour garantir à l’enfant une stabilité relationnelle de par « une stabilité du lieu et de l’environnement », n’est pas nécessairement plus efficace. Il serait même selon les chercheurs plus perturbant pour l’enfant sur le long terme.
L’hébergement alterné serait un mode de garde plus efficace pour conserver les liens aux deux parents. Le critère d’une relative bonne entente entre les parents divorcés de l’enfant semble prédominer, plutôt que le critère d’une stabilité du lieu de vie. 
Selon Batchy et Kinoo, le principe d’une unité de lieu comme garante du bon développement de l’enfant n’est pas forcément celui qui prévaut : « Il assure certes un confort de vie, mais pas la satisfaction d’un besoin. L’enfant ou l’adolescent a des capacités d’adaptation : il vit et s’adapte dès son jeune âge à des lieux de vie différents (gardienne ou crèche dès les premiers mois de la vie, école ensuite, week-ends chez ses grands parents ou chez ses oncles et tantes, internat scolaire, camps de louveteaux,…) ».
Van Pevenage et Gauzaine signalent dans leur article qu’un inconvénient important de l’hébergement alterné est la « discontinuité répétitive » dans laquelle il plonge les parents mais surtout les enfants. La garde alternée implique des moments de séparations et de retrouvailles relativement fréquents qui peuvent être éprouvants pour l’enfant. Il semble que le fait de se séparer, de se retrouver et de « changer de style de vie » ne respecte pas totalement le développement de l’enfant Les capacités d’adaptation de l’enfant sont trop souvent sollicitées. Selon Steinman, une garde alternée induirait même de la confusion dans la vie de l’adolescent ou l’enfant. 

## Les espaces de la famille
Plusieurs auteurs contemporains se sont intéressés aux espaces dans lesquels s'inscrit la famille, et en particulier la famille recomposée. Cette section s'appuie en particulier sur les contributions de Bernadette Bawin-Legros (sociologue de la famille et auteure de plusieurs livres sur le sujet), Renée B. Dandurand (anthropologue et professeure chercheuse à l'Institut national de la recherche scientifique, dont les travaux portent, entre autres, sur l'évolution des structures familiales et de parenté et les politiques familiales), Jean Kellerhals (professeur honoraire au département de sociologie de l'Université de Genève, dont les domaines de recherche sont la dynamique des groupes sociaux et de la famille mais aussi les questions de mariage, divorce, éducation, jeunesse, etc.), François de Singly (sociologue français spécialisé en sociologie de la famille et du couple, de l'éducation, de l'enfance et de l'adolescence ainsi que des rapports de genre) et Claude Martin (sociologie menant des travaux de recherche à l'articulation de la sociologie de la famille et des politiques sociales). 

### Apports de B. Bawin-Legros, R. Dandurand & F. de Singly[12]
Dans leur ouvrage collectif intitulé « Les espaces de la famille », Bernadette Bawin-Legros, Renéé B. Dandurand, Jean Kellerhals et François de Singly explorent ce que l’empirie sociologique de ce dernier quart de siècle semble avoir ignoré à leurs yeux, à savoir l’étude de la culture familiale à travers l’espace. 
Ainsi, dans leur ouvrage, ces chercheurs en sociologie s'attèlent en effet à « faire l’analyse de l’espace 'domestique' à travers sa morphologie spatiale (y-compris les objets familiers) plutôt que la transcription de son organisation dans des rythmes, des rites, des budgets-temps ou des allocations financières ». Malgré l’importance qu'ils accordent à l'exploration empirique de ces aspects, ils affirment que ces groupes ont été pendant longtemps interrogés au moyen d’entretiens et de questionnaires, de manière que, vraisemblablement, « la sociologie [ait] pris des distances, à tort, avec l’histoire et l’anthropologie qui on fait de l’espace un indicateur privilégié des dynamiques familiales ». L’espace est pourtant un analyseur et un révélateur primordial de la famille et de ses structurations, et ces chercheurs avancent qu'il est dès lors paradoxal que la sociologie d'aujourd'hui n’y accorde pas plus d’importance. Aujourd'hui, il n'est plus possible de s’en tenir à une unique définition classique de la famille car « les modifications de frontières territoriales entre famille et divorces, cohabitations partielles et réseaux de famille « recomposée » remettent en question le concept de famille lui-même ».
Dans cet ordre d'idée, Bernadette Bawin-Legros, Renéé B. Dandurand, Jean Kellerhals et François de Singly observent l’espace familial d’abord comme un découpage de frontières, délimitant les cadres territoriaux au sein des foyers, puis comme une ligne hiérarchique des priorités familiales et un mode d’intégration des individus dans le groupe et la communauté locale. « Etroitesse ou générosité des lieux de réunion du groupe entier, chambres d’enfants jointes ou séparées, primat de la chambre conjugale, marquage de places réservées au père de famille, valorisation ou dévalorisation d’espace fonctionnel comme la cuisine ou la salle de bain, etc. : la famille dit son projet par l’espace qu’elle réserve à chacun des « nous » (nous-couple, nous-enfant, nous-famille) et des individualités qui la composent ».
Dans le cas particulier des familles recomposées, les auteurs observent que l’espace y est aménagé pour que le projet commun du « nous-famille » se réorganise en « nous-famille recomposée », en parallèle avec la famille antérieure qui n’est désormais plus. Selon eux, s’y joue une lutte pour l’espace de chacun dans la famille, à tel point qu'« Il s’agit de faire valoir ou de revendiquer son autonomie, de « dire sa place » alors qu’elle est peut-être contestée, de signifier le primat de la fonction au sein du foyer, de définir par la métaphore spatiale l’ampleur de l’intimité souhaitée et du contrôle tolérable ».
En ce qui concerne l’espace enfantin, les auteurs remarquent que celui-ci est souvent relégué à des espaces spécifiques, comme par exemple la chambre à coucher. Dans la plupart des cas, « l’adolescent n’a guère de droits matériels, graphiques ou sonores, sur les espaces communs, et ne peut affirmer sa tutelle sonore que dans sa chambre ». C'est le cas, par exemple dans le foyer recomposé de Lucas, où le garçon de 11 ans a investi le PC en y mettant comme fond d'écran des photos de groupes de hard rock qui déplaisent au reste de la famille. Ce marquage de l'espace virtuel, comme celui de l'espace sonore témoigne des difficultés plus générales de cet enfant à s'intégrer totalement au sein de la famille recomposée. A.-S. Pharabod, dans son article intitulé "Territoires et seuils de l’intimité familiale. Un regard ethnographique sur les objets multimédias et leurs usages franciliens" confirme les propos avancés dans "Les espaces de la famille"  en montrant que les enfants, comme le soulignent leurs parents,sont les seuls membres à ne pas habiter en permanence dans le même espace familial, étant en garde partagée entre son père et sa mère. Autrement dit, A.-S. Pharabod affirme que cet espace est décliné selon deux modes : l’appropriation de la dépendance, du contrôle et de la liberté. D’une part la chambre de l’adolescent est le lieu de l’indépendance de ses goûts et de ses pratiques qu’il peut faire valoir et d’autre part elle est aussi le lieu du regard parental sur ces pratiques. De ce fait, cette liberté peut devenir contraignante.
En ce sens, Bernadette Bawin-Legros, Renée B. Dandurand, Jean Kellerhals et François de Singly précisent que l’espace est aussi constitutif d’une certaine normativité (ou de coordination) qui régule le fonctionnement familial. En effet, les espaces - s’ils sont trop rigides, cloisonnés ou encore trop en ordre - induisent des marqueurs permanents. Les frontières consensuelles, les actions permises et interdites dans chaque secteur sont fortement affirmées. L’organisation spatiale garantit l’ordre quotidien et la loyauté de groupe, mais au prix de certaines difficultés d’adaptation aux changements. De fait, les auteurs montrent qu'il est important de laisser place à des « espaces secondaires » propres à apaiser les tensions, permettre les formes bénignes de déviance ou de dédramatiser le conflit. Au contraire, si les frontières sont trop souples, elles ne permettent pas de trouver ses propres marques, bloquent la communication et empiètent sur la vie des autres membres de la famille. Les auteurs concluent en disant qu'il s’agit d’une co-construction entre un espace familial rigide qui empêche l’imagination et l’appropriation de certains espaces, et une trop grande souplesse qui empêche quant à elle de réguler les espaces et crée un emboîtement étouffant. « L’espace est tout à la fois symbole (exprimant les valeurs et la genèse du groupe), enjeu (de luttes et de statuts et de compétences, des luttes relationnelles), mais aussi modèle (contraignant à certains partages, cachant ou exhibant certaines activités) ».

### Apports de C. Martin[18]
Selon Martin C., au travers de ses travaux consacrés à l'espace domestique dans les trajectoires post-divorce, l’augmentation du nombre des séparations et des divorces représente un des principaux bouleversements qu’a connu l’institution familiale au cours des trois dernières décennies. A ce titre, il ajoute toutefois que « ce n’est pas seulement l’évolution de l’indicateur conjoncturel de divortialité qui permet de rendre compte de la complexité de ce nouveau phénomène » et qu'il est important de prendre connaissance qu’en fait « séparations et divorces inaugurent de nouvelles séquences de la vie de famille : séquence monoparentale ; séquence de semi-parentalité, pour ceux des parents qui ne partagent plus le quotidien de leurs enfants ; séquence de quasi-parentalité, pour ceux qui vivent avec des enfants qu’ils n’ont pas conçus ». L'auteur met en exergue la multiplicité des possibles familles qui deviennent de plus en plus complexes de par le fait « qu’elles se constituent en dehors des repères normatifs stabilisés ». Ainsi, ces familles complexes, à plusieurs noyaux, posent de cette manière la question de « la délimitation et de l’évolution des frontières de l’espace domestique, lui-même explicatif de la définition et de l’évolution des liens familiaux ». Claude Martin note également que dans « certaines familles comme dans d’autres, la délimitation de l’espace de l’intimité est l’indicateur de la qualité du climat qui règne entre les membres du foyer ». En effet, au sein des couples en recomposition de ménage, la question du partage de l’espace est souvent problématique. Après un divorce ou une séparation, il est souvent compliqué de se relancer dans une relation, car cela implique nombre de reconfigurations qu’elles soient organisationnelles autour de la question du logement ou psychologiques, car les séquelles d’anciennes mises en relation sévissent dans l’esprit de chacun. Au moyen d’une enquête dirigée par Martin. C sur des familles en recomposition familiale, on dénombre que « quelques rares parents (2% des cas seulement) ont dû avoir recours à des institutions d’accueil ou des foyers après la rupture. Quant à la stabilité résidentielle des parents gardiens, elle est très variable : près d’un sur deux a connu un ou deux déménagements après la rupture Mais certains ont déménagé beaucoup plus encore : 13% trois fois, 4% quatre fois, ou plus. 18 personnes signalent même avoir déménagé neuf fois depuis leur séparation. Bien sûr cette trajectoire résidentielle est étroitement liée au temps écoulé depuis la séparation et aux difficultés d’insertion sociale et professionnelle de certains parents ».
Finalement, Claude Martin affirme que constituer une famille recomposée, c’est faire comme si toutes ces marques étaient à retracer sur le sol pour que le groupe famille se recompose et que la co-existence s’inscrive dans un projet familial et un projet résidentiel. Lors de la désunion, la recomposition familiale se construit en général progressivement. En effet, d'après le chercheur, « choisir de cohabiter avec un partenaire et d’instituer une relation conjugale n’est bien sûr pas spécifique aux familles composées. Mais comparativement aux premières unions, la recomposition se pose dans des termes relativement différents. Que ce soit à propos du choix de l’espace domestique ou de son usage, outre le problème des ressources du nouveau ménage, la recomposition du ménage contraint de prendre en compte le « passé » de l’un et l’autre conjoints, passé qui s’exprime principalement par la présence des enfants ». Enfin, constituer une famille recomposée, quoi qu’il en soit, c’est l’inscrire dans un espace qui ait du sens et qui crée une « autre famille » en opposition à ce qu’était la famille d’origine. 

## Déménagement et liens
Plusieurs sociologues de l'espace se sont intéressés au divorce et aux situations d'hébergement alterné sous l'angle du déménagement. Cette section s'appuie en particulier sur les travaux de Pierre-Alain Mercier (sociologue et ingénieur d'études au Centre national de la recherche scientifique), Chantal de Gournay (sociologue au sein de l'Université de Laval) et Zbigniew Smoreda (sociologue spécialisé en sociologie de la communication, et en particulier l'utilisation sociale des TICs and des réseaux sociaux).

### Apports de Pierre-Alain Mercier et al.[22]

#### Sociologie du déménagement
Après avoir tenté d’examiner les changements spatiaux qui peuvent se produire au sein des foyers à la suite d'une séparation, et de la mise en place d’un espace nouveau délimitant les frontières territoriales internes qui structurent la nouvelle famille recomposée, Pierre-Alain Mercier, Chantal de Gournay et Zbigniew Smoreda ont trouvé pertinent d’explorer les conditions d’ancrage d’une telle famille recomposée dans un nouvel espace social au regard d’une sociologie du déménagement. La séparation contraint bien souvent l’un ou les deux parents à déménager. 
D'après Claude Martin, le plus souvent, « les deux partenaires du couple se sont relogés à la suite de la dissociation (46 % des cas). Le parent gardien conserve le logement un peu plus souvent (35%) que l’ex-conjoint (20%), ce qui est assez logique compte tenu de la présence des enfants ». Pierre-Alain Mercier et al. font également ce constat et ajoutent que « changer de domicile, de ville et de région, qu’elle qu’en soit la raison est d’abord une séparation, car la mobilité résidentielle a pour conséquence d’éloigner l’individu ou le ménage qui se déplace de ceux auxquels il était lié jusqu’alors par une proximité à la fois affective et concrète ». D'après les auteurs, cet éloignement peut se traduire :
- Par un isolement social dans le nouveau lieu de résidence (souvent accompagné, pour les familles d’un recentrement autour du noyau familial).

- Par la reconstruction d’une sociabilité locale à partir des ressources du nouveau milieu ; par une transformation des pratiques constitutives de la sociabilité préexistante, en l’occurrence, par la modification de leur distribution entre les rencontres concrètes et télécommunications[24].

En regard de la problématique qui porte sur l'hébergement alterné, observer ce que devient le lien social lorsque l’on change d’espace, plus précisément lorsqu’on extrait les enfants de la chair du local est pertinent. Que se passe-t-il lorsqu’on est brusquement éloignés d’une grande partie de ceux qui constituaient notre réseau relationnel; ancienne partie de la famille (côté paternel/maternel dorénavant séparé), amis ou du moins relations amicales qui nourrissaient les pratiques sociales ordinaires. Il est évident que dans le cas d’un hébergement alterné, l’enfant revient fréquemment sur le lieu de sa socialisation primaire, si du moins l’un des parents entretient la situation initiale en gardant la maison familiale de base. Il n’en reste pas moins que l’enfant doit d’une part nouer des liens avec son nouvel environnement et d’autre part tenter de conserver ses liens avec l’environnement domiciliaire initial. L’évolution de la sociabilité liée à la mobilité entre deux espaces est peu discutée par la sociologie actuelle. Néanmoins ici, il s’agit de se focaliser sur l’angle du maintien de l’éventuelle transformation de la sociabilité préexistante que sur celui de l’inscription sociale dans un nouvel espace.
Les liens que les enfants entretenaient avec l’ancien milieu d’habitation sont autant de repères que l’enfant perd en alternance lors d’une séparation. Ainsi, pour les enfants étant en pleine construction identitaire, il est nécessaire de reconstruire un noyau dur de sociabilité qu’ils entretiennent sur deux espaces distincts. En outre, comme le présente Mercier et al. « les acquis de la sociabilité tendent à la permanence dès qu’on a dépassé l’âge des études supérieures, faisant passer au second plan la dynamique du renouvellement des relations ; les adultes ayant déjà vécu la décohabitation d’avec leurs parents et au moins le début d’un parcours professionnel, le système de relations profondes et durable formant le « noyau dur » de la sociabilité est déjà largement constitué » ce qui n’est pas le cas pour les enfants. On voit ici que le besoin de nouveaux rapports amicaux que l’on désire construire durablement se développe plus intensément du côté des enfants que des adultes. « Les liens forts ici dans le sens profonds et/ou durables concernent essentiellement la famille et les amis de longue date ». Il est ainsi probable que les enfants vivant le déplacement s’attachent plus facilement aux relations qu’ils avaient dans l’espace initial d’appartenance que dans le second. La construction de nouveaux liens demandant plus d’investissement que l’entretien des anciennes relations auxquels ils attachent déjà une certaine confiance.

#### Remise en cause relationnelle de la famille recomposée
Pierre-Alain Mercier et al., dans leur article intitulé "Si loin, si proches. Liens et communications à l'épreuve du déménagement", insistent sur le fait que le lieu de vie de la famille initiale est le premier repère des enfants mobiles en garde partagée. « La période de l’emménagement généralement étendue aux six mois consécutifs au déménagement est dominée par des préoccupations très concrètes d’adaptation et d’organisation, ce qui ne donne pas le loisir de se préoccuper de la vie sociale ». Pourtant, les auteurs précisent que l’enfant s’il change d’école ou d’activité, se voit directement contraint de s’adapter à son nouveau milieu de vie et de façon locale. Malgré cela, les questions d’installation et d’organisation dans le nouveau logement et son environnement font de cette période un moment de « recentrage » des familles autour du foyer. « Cette position privilégiée des liens familiaux en cas de mobilité, est vécue tel un ancrage « historique » qui permet de mieux vivre la dérive spatiale ». Contrairement à un déménagement, la séparation qui mène à l’hébergement alterné induit une rupture des liens familiaux qui étaient, a priori ancrés, ce qui ne faciliterait pas en ce sens le changement spatial des enfants. Les liens étant fracturés, décimer entre différents lieux d’habitations, il est plus difficile pour les enfants de se référer aux personnes ressources puisque prises dans des conflits personnels mais aussi territoriaux. De plus, « il est question d’un changement de communication (de la coprésence à la relation à distance, médiatisée) », entre les enfants séparés d’un des deux parents. « C’est ce changement de régime - de la naturalité d’une relation lorsqu’elle est portée par un lieu ou un milieu de proximité, au volontarisme qu’implique son maintien quand ce n’est plus le cas qui marque une rupture. Par ailleurs, les relations avec la famille sont marquées de cette contradiction : le mouvement même de la vie conduit à s’en éloigner tout en sachant qu’en dehors même de toute volonté, on lui restera lié ».

#### Maintien des contacts en contexte d'hébergement alterné
Les auteurs poursuivent leur développement en affirmant qu' « en dehors des retours sur le lieu de résidence précédent (et plus, rarement, des venues du parent opposé ou d’amis) et du courrier, les télécommunications tiennent donc un rôle central dans le maintien de la sociabilité par-delà la mobilité ». En effet, les jeunes d’aujourd’hui ont plus de possibilités d’entretenir des liens via les nouvelles technologies de l'information et de la communication (NTICs) comme par exemple le Smartphone, qui leur permet plus facilement de garder des liens avec leurs pairs provenant du milieu premier d’appartenance. Ainsi, « le premier problème posé par la mobilité serait donc de maintenir ces liens, et non de les renouveler » dans le milieu secondaire. « Certes, la qualité de la vie quotidienne dans le nouveau lieu de résidence tiendra parfois largement à celle de l’inscription dans la sociabilité locale mais ces nouveaux liens ont relativement peu de chances de survivre à une autre mobilité. On se maintient à distance affective de ceux que l’on va côtoyer, les proches restant ceux dont on s’est éloigné ». En outre, « si l’on compare l’évolution de la relation et que l’on s’interroge sur le rôle qui y occupent à chaque phase les rencontres concrètes, les télé-relations, et la survie du lien due à la volonté et à la mémoire de celui qui se sent attaché, il semble qu’avec le temps et l’éloignement, cette relation, presque nécessairement née dans le concret d’une rencontre donc dans un lieu, voir un milieu social, va progressivement se virtualiser ». 
L’article de Pierre-Alain Mercier et al., intitulé « Si loin, si proches. Liens et communications à l’épreuve du déménagement », exploite les dimensions qui permettent aux personnes en mobilité de garder le contact avec leur ancien lieu de résidence. En ce sens, les résultats de leur enquête induisent le fait que le partage de l’espace est bénéfique à la création d’un lien, qui en est la dimension horizontale, et son historicité - garante de sa survie - en est la dimension verticale. La mobilité tend à disjoindre ces deux dimensions, l’intensité concrète des relations (leur actualisation) était alors indépendante de leur intensité affective, et, partant, de leur durabilité. Pourtant, il n’est pas exclu que l’enfant, s’il est conscient de sa nouvelle inscription dans un lieu de vie en alternance, tentera d’y créer un nouveau réseau via l’école ou des activités diverses en vue de s’y intégrer durablement. Pour nuancer, dans le cas de l’hébergement alterné, l’enfant « déménage » en quelque sorte toutes les semaines, ce qui le pousse à se constituer un réseau lui permettant à la fois d’entretenir des liens avec ses amis de longue date et avec ceux qu’il va fréquenter dans son nouveau milieu. Cela lui demande de se trouver à deux endroits à la fois, élargit aussi ses possibilités de rencontres et ouvre à des opportunités. Cependant cela peut également le bloquer s’il se trouve dans une démarche d’unique conservation de ce qu’il connaît, ce qu’il a préalablement construit ; les relations du lieu de vie originaire. 

### Etude de cas de Martin E. Wexler[28]
Martin E. Wexler, chef de division à la Direction de l'habitation de la Ville de Montréal, analyse l’aspect résidentiel de la garde partagée comme une configuration particulière au travers une étude de cas. Ainsi, il tente de « décrire les choix d’habitat des parents en garde partagée et l’expérience des enfants qui vivent la réalité de deux domiciles ».  Plusieurs chercheurs remarquent alors que les enfants considèrent la maison unifamiliale, qui est aussi dans la plupart des cas l’ancien domicile conjugal, comme une « vraie maison ». De même, chez les enfants habitant deux maisons unifamiliales, la préférence va vers la demeure ayant servi de domicile familial. En effet, les anciens domiciles conjugaux sont souvent plus spacieux : chaque enfant peut avoir sa propre chambre et la maison offre des espaces familiaux plus larges. Martin. E. Wexler met également en lumière que la question ne concerne pas uniquement l’espace mais que la maison conjugale incarne aussi dans la mémoire des enfants, le souvenir de leur enfance dans une famille « intacte ». 
De plus, M. E. Wexler note que « la différence perçue entre les deux domiciles par les enfants est à la fois physio-spatiale et symbolique ». Cette alternance entre deux lieux de vie implique des règles de comportements différentes. En ce sens, « les règles imposées découlent en partie de contraintes imposées par la forme physique des lieux et le mode d’occupation ». En effet, la manière de régulariser les espaces diffère et varie en fonction des parents. 
Les données de cette étude permettent de faire quelques conclusions. Premièrement, la garde partagée affecte le niveau de vie parce qu’elle induit une augmentation de la consommation, tous les objets sont ainsi dédoublés à cause de l’implémentation de deux domiciles (jouets, livres, etc.). Deuxièmement, les parents ont tendance à s’adapter à leurs enfants c’est-à-dire qu’ils vont plus facilement favoriser le fait de rester dans le quartier initial pour ne pas qu’ils perdent trop leurs repères et que la situation ne soit pas trop difficile à gérer pour les enfants mais aussi pour les parents d’un point de vue organisationnel. Finalement, « la situation de garde partagée est souvent une situation emprunte d’inégalités ». En particulier, ce qui concerne le cadre de vie, il existe des différences notables entre le domicile des deux parents. La situation des mères étant souvent moins avantageuse. Du point de vue des liens affectifs, l’inégalité des situations parentales se traduit par un sentiment plus fort envers le premier domicile familial qui symbolise cette famille « intacte ». Même si les enfants y accorderaient plus d’importance, ces propos sont à nuancer car cela peut être perçue comme un atout sur le plan du développement cognitif ou personnel des enfants.